# 拉蒂克
拉蒂克（法語：La Tuque，法語發音：[la tyk]，错误：{{IPA}}：無法辨識語言標籤 frdia）是一個位於加拿大魁北克莫里西区的城市。拉蒂克的主要工業為紙業。拉蒂克不是大城市，但所轄面積較大。該市面積為28098.60平方公里，人口為11116人。聖莫里斯河流過該市。